# Zapasy z Hulkiem Hoganem
Zapasy z Hulkiem Hoganem (ang. Hulk Hogan's Rock 'n' Wrestling, 1985–1986) – amerykański serial animowany wyprodukowany przez DIC Entertainment w dwóch sezonach liczących 13 odcinków każdy (łącznie 26 odcinków). W Polsce serial wyemitowała TV4. 

## Opis fabuły
Serial opisuje przygody największej gwiazdy profesjonalnego wrestlingu – Hulka Hogana, który przedstawia swoje umiejętności i barbarzyńską naturę w scenach międzynarodowego wrestlingu.

## Obsada
- Brad Garrett – Hulk Hogan
- James Avery – Junkyard Dog
- George DiCenzo – Kapitan Lou Albano
- Ron Feinberg – Gigant André
- Jodi Carlisle – 
  - Wendi Richter,
  - The Fabulous Moolah
- Lewis Arquette – Superfly Jimmy Snuka
- Pat Fraley – Hillbilly Jim
- Joey Pento – Tito Santana
- Charles Adler – Rowdy Roody Piper
- Aron Kincaid – The Iron Sheik
- Ron Gans – Nikolai Volkoff
- Chunk Licini – Big John Studd
- Ernest Harada – Mr. Fuji
- Neil Ross – Mean Gene Okerlund